# Tranvía de Guadalajara
El tranvía de Guadalajara fue una red metropolitana de transporte público en la ciudad de Guadalajara, Jalisco, México.

## Historia

### Los primeros tranvías
La historia de los tranvías inició el 21 de julio de 1866, los cuales eran tirados por mulas, haciendo el recorrido entre el centro de la ciudad y el Santuario de Nuestra Señora de Guadalupe. Un par más de líneas de tranvía fueron abiertas un tiempo después, Tranvías de Mexicaltzingo y Tranvías de San Pedro. Con el tiempo, los tranvías se fueron extendiendo a zonas como Oblatos, Los Colomos, Atemajac y Zapopan.

### Los tranvías eléctricos
El 1 de abril de 1905  fue creada la "Compañía de Tranvías Luz y Fuerza de Guadalajara" (CTLFG) formada por operarios y la compañía de electricidad de Guadalajara. Sin embargo la CTLFG fue adquirida por la "Compañía Hidroeléctrica e Irrigadora del Chapala" (CHIC) en 1909, esta empresa comenzó a introducir unidades de dos pisos y de doble carro que permitían un mayor número de usuarios transportados.

### Decadencia y desaparición
El tranvía continuaría en operación hasta 1944 para dar paso a los autobuses diésel que formaban parte de la recién formada empresa Alianza de Camioneros de Jalisco.

## Proyectos de reapertura (descartados y pospuestos)

### Propuesta de Tranvía de Av. Vallarta
El 30 de abril de 2008 fue presentado un proyecto para construir un sistema moderno de tranvía eléctrico que partiría de la estación Juárez del tren ligero hacia Plaza del Sol y el Estadio Akron respectivamente; sin embargo el proyecto no logró prosperar, puesto que el gobierno estatal prefirió invertir en el proyecto de BRT, Macrobús, que se concretó y entró en servicio en 2009.

### Proyecto de Tranvía de Zapopan
Sin dejar ir la idea de los tranvías, SITEUR anunció la posibilidad de la construcción de una red de tranvías para la ciudad, los cuales servirían de alimentadores a la red de tren ligero, ya que debido al presupuesto obtenido, más un apoyo de inversionistas privados, se podría construir, considerando varias rutas prioritarias.
La paraestatal sería la encargada de operar al tranvía, siendo que también es quien opera el tren eléctrico. Con esto, aumentaría la cifra diaria de pasajeros. El candidato de Zapopan mencionó que para operar el tranvía, en caso de que obtenga recursos para su puesta en marcha, el organismo "más viable" sería el Sistema de Transporte Eléctrico Urbano.

### Propuesta de Tranvía de Zapopan de 2010
El 30 de noviembre de 2010, se presentó un segundo proyecto de tranvía que enlazaría a Guadalajara y Zapopan. Correría desde la Glorieta La Normal hacia el poblado de San Francisco Tesistán en Zapopan. Sin embargo, este proyecto fue sustituido por el de la Línea 3 del Tren Eléctrico Urbano de Guadalajara.
Respecto al proyecto de tranvía eléctrico, se había informado que tendría 12 estaciones y transportaría diariamente a 75 mil pasajeros en 15 vagones rodantes con motor propio. Esta obra estaría concluida a los 18 meses después de iniciada su construcción.